# Liste der Gefängnisse in Arizona
Die Liste der Gefängnisse in Arizona enthält alle Gefängnisse des US-Bundesstaates Arizona, jedoch keine County Jails.

## Einrichtungen

### Staatlich betriebene Einrichtungen
Die staatlich betriebenen Einrichtungen werden vom Arizona Department of Corrections, Rehabilitation & Reentry betrieben.
| Name       | County   | Ort      | Correctional Warden | Anmerkungen                                                                                 |
| ---------- | -------- | -------- | ------------------- | ------------------------------------------------------------------------------------------- |
| Douglas    | Cochise  | Douglas  | Gerald Thompson     |                                                                                             |
| Eyman      | Pinal    | Florence | Walter Hensley      | Einziger Todestrakt Arizonas                                                                |
| Florence   | Pinal    | Florence | Jeff Van Winkle     |                                                                                             |
| Lewis      | Maricopa | Buckeye  | James Kimble        | Gefängnis, in welchem der am längsten andauernde Aufstand der Vereinigten Staaten stattfand |
| Perryville | Maricopa | Goodyear | Ronald Lee          |                                                                                             |
| Phoenix    | Maricopa | Phoenix  | John Weiss          |                                                                                             |
| Safford    | Graham   | Safford  | Staci Ibarra        |                                                                                             |
| Tucson     | Pima     | Tucson   | Glenn Pacheco       |                                                                                             |
| Winslow    | Navajo   | Winslow  | John Mattos         |                                                                                             |
| Yuma       | Yuma     | San Luis | John McAdorey       |                                                                                             |

### Privat betriebene Einrichtungen
| Name                                             | County   | Ort          | Betreiber                           | Correctional Warden |
| ------------------------------------------------ | -------- | ------------ | ----------------------------------- | ------------------- |
| Central Arizona Correctional Facility            | Pinal    | Florence     | GEO Group                           | Edward Coday        |
| Florence West                                    | Pinal    | Florence     | GEO Group                           |                     |
| Kingman                                          | Mohave   | nahe Kingman | GEO Group                           | Jeff Wrigley        |
| Marana Community Correctional Treatment Facility | Pima     | Marana       | Management and Training Corporation | Jeremy Casey        |
| Phoenix West                                     | Maricopa | Phoenix      | GEO Group                           | Blanca Ochoa        |
| Red Rock Correctional Center                     | Pinal    | Eloy         | CoreCivic                           | Bruno Stolc         |